# Chiesa dei Santi Giovanni e Teresa

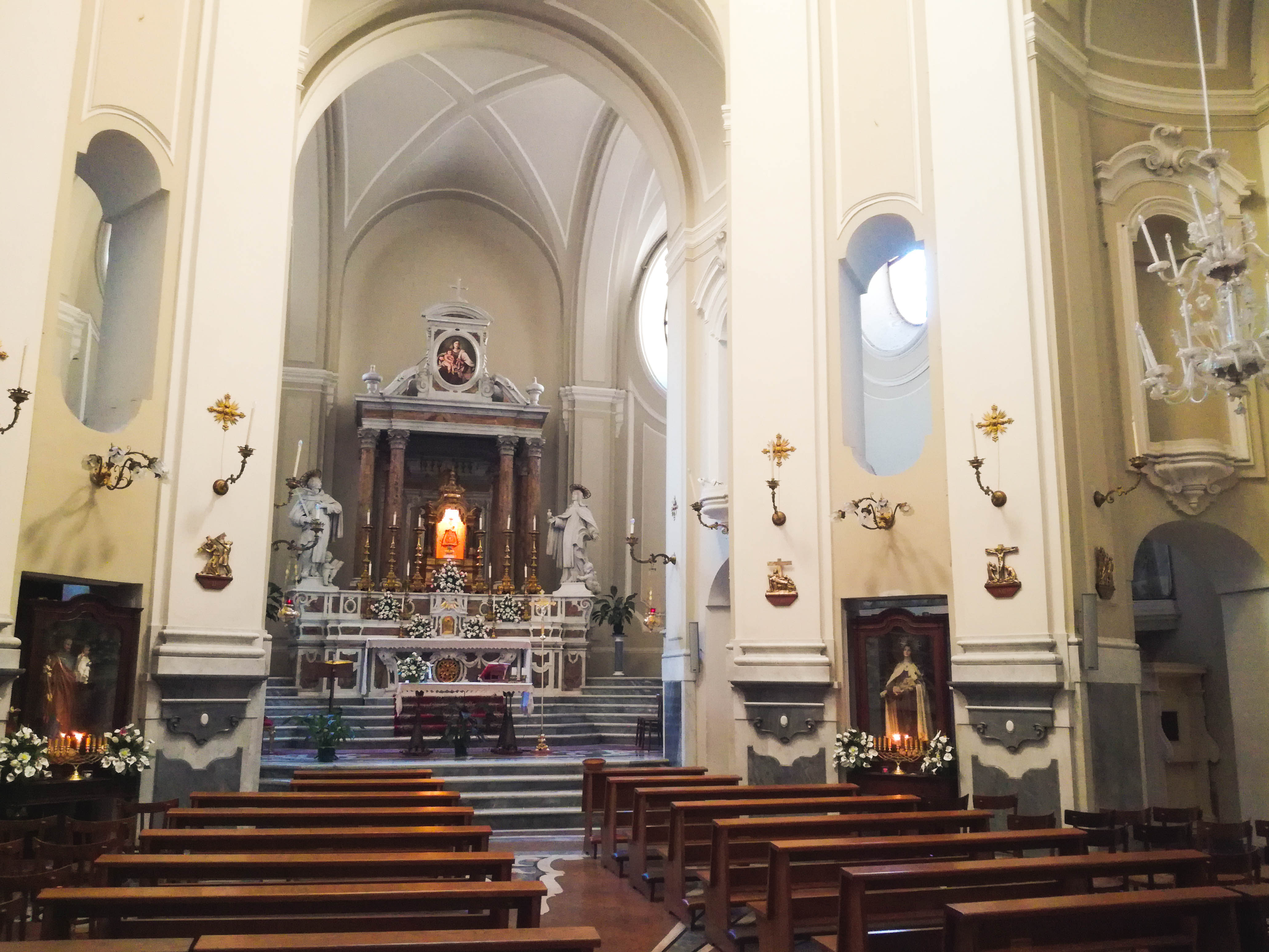
Scorcio dell'interno

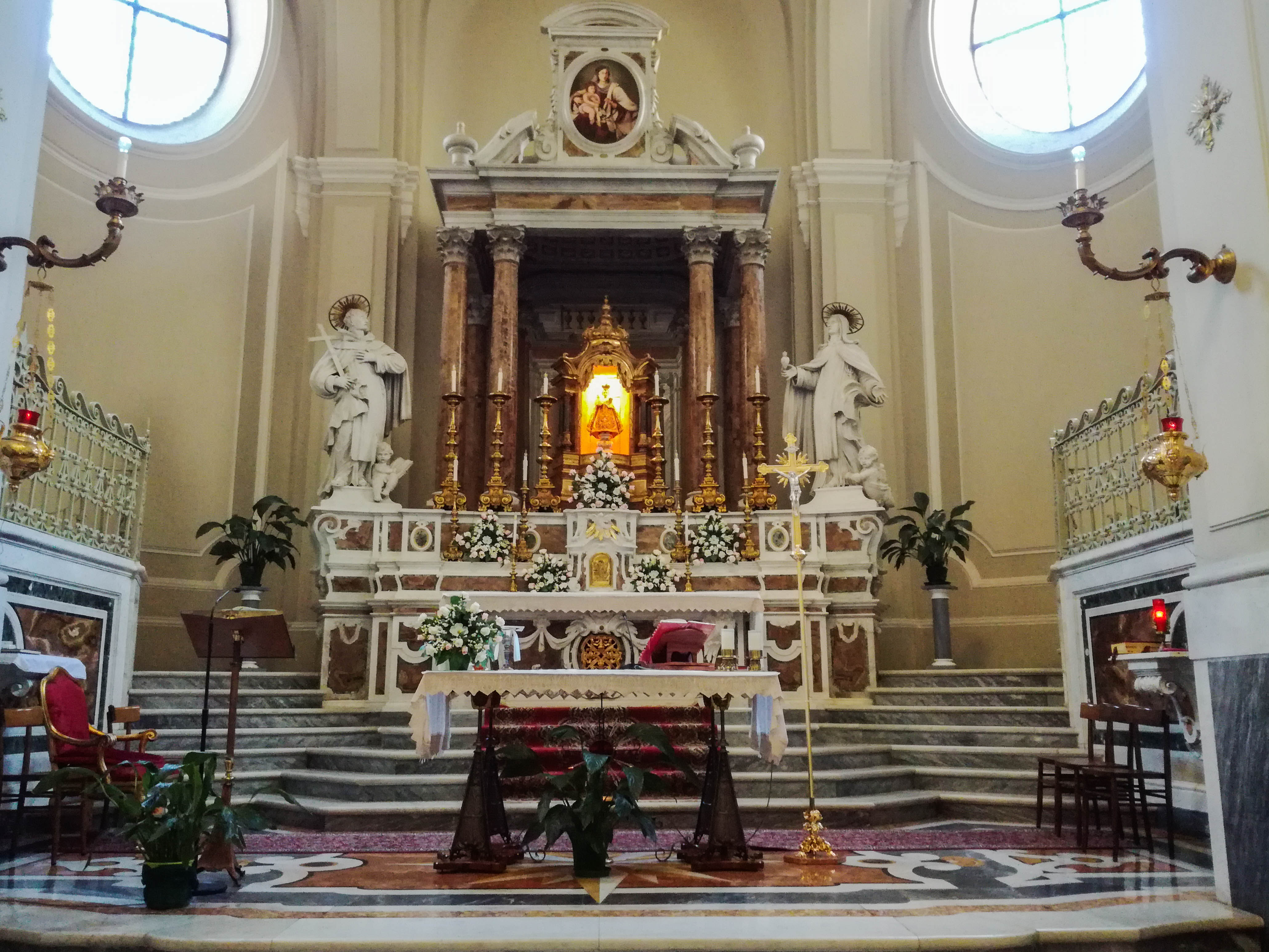
Altare maggiore

La chiesa dei Santi Giovanni e Teresa è una delle chiese monumentali di Napoli; si erge nel quartiere Chiaia.

## La storia
La chiesa venne eretta dalle nobili sorelle teresiane nel 1746; queste, decisero di abbandonare il convento di San Giuseppe a Pontecorvo. Nel luogo dove oggi sorge la struttura, decisero di fondare il nuovo convento e ritirarsi in clausura. Il tempio sorge in una strada che da tempo immemorabile ha cercato di unire la zona collinare con quella del lungomare; La salita, "La calata San Francesco" è tutt'oggi chiamata dal popolo "L'imbrecciata".
Il tempio venne eretto nel 1747, i lavori furono ulteriormente accelerati grazie all'intervento del sovrano Carlo III di Borbone. L'architetto che intervenne fu Domenico Antonio Vaccaro, anche se qualche studioso ha avanzato qualche dubbio. La presunta prova schiacciante sta nel fatto che il tempio in questione, possiede indubbi tratti in comune con un'altra chiesa progettata dal Vaccaro (chiesa di Santa Maria della Concezione a Montecalvario).
L'annesso convento fu poi adibito ad uso ospedaliero; la struttura religiosa, oltre a rappresentare un luogo di culto, è una notevole testimonianza barocca a Napoli.
La facciata è armoniosa, mentre l'interno è caratterizzato da otto possenti pilastri che sorreggono la cupola. Le statue dei santi titolari collocate sull'altare maggiore sono dello scultore Manuel Pacheco, il quale scolpì anche i paliotti degli altari laterali, a loro volta sormontati da due tele di Giuseppe Bonito. Al pittore stabiese è riconducibile anche il piccolo dipinto ovale sopra al tabernacolo dell'altare maggiore. Da menzionare, infine, due opere su tela di Francesco De Mura conservate nella sacrestia, totalmente affrescata in stile rococò.

## Altre immagini

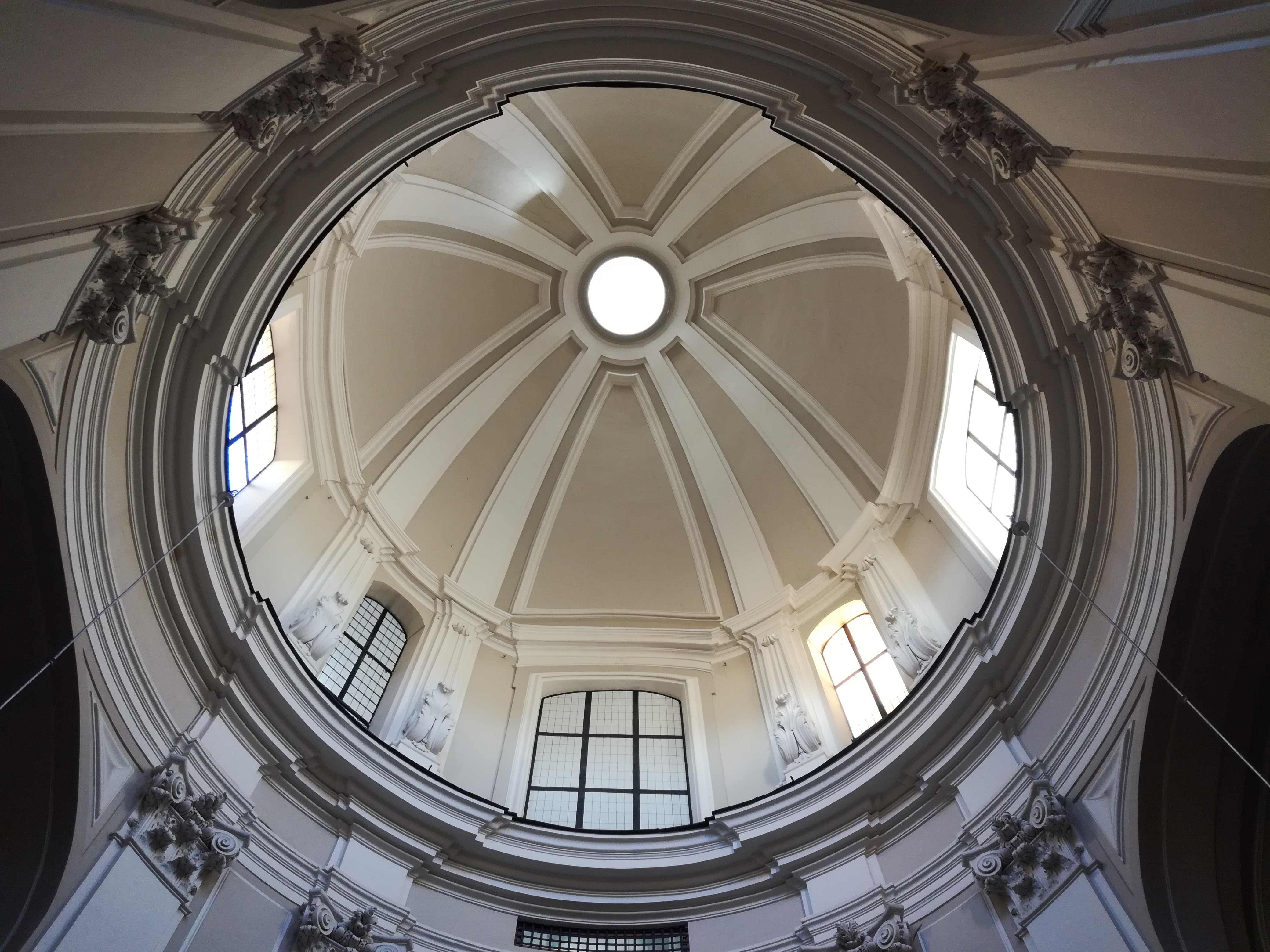
La cupola
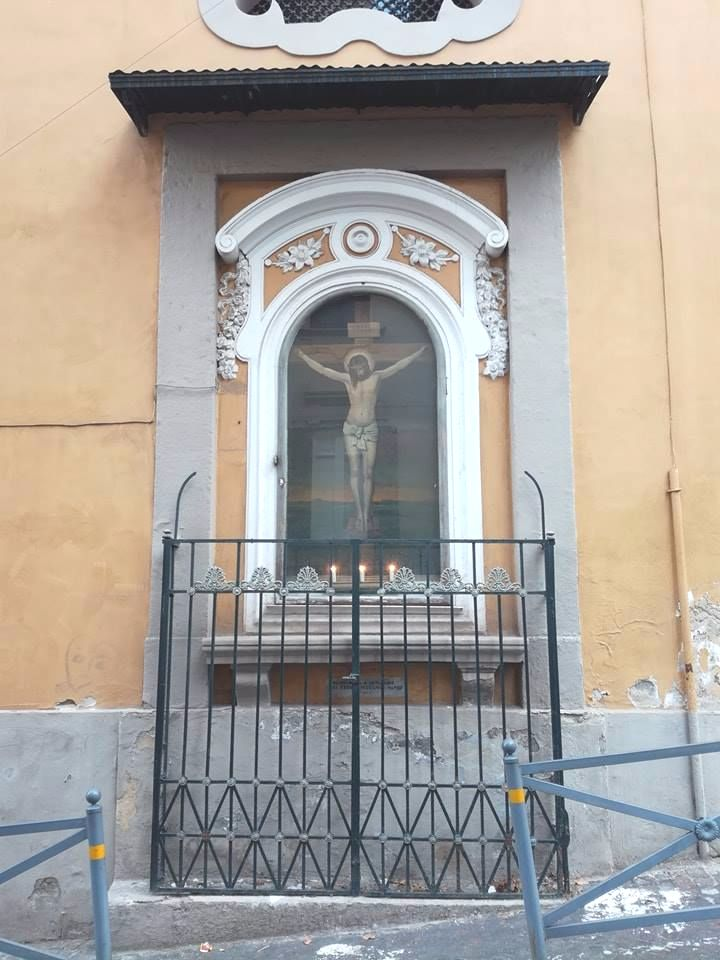
Edicola sacra alla sinistra della facciata